# 埃克斯特里安村 (加利福尼亞州)
埃克斯特里村（英語：Equestrian Village）是位於美國加利福尼亞州埃爾多拉多縣的一個非建制地區。該地的面積和人口皆未知。

## 地理
埃克斯特里村的座標為38°43′24″N 121°04′29″W / 38.72333°N 121.07472°W，而該地的平均海拔高度為197米（即646英尺）。